# 1920 no Brasil
Esta é uma cronologia dos fatos acontecimentos de ano 1920 no Brasil.

## Incumbentes
- Presidente do Brasil - Epitácio Pessoa (28 de julho de 1919 - 15 de novembro de 1922)

## Eventos
- 20 de abril: Os atletas brasileiras competem pela primeira vez durante a cerimônia de abertura dos Jogos Olímpicos de Verão, em Antuérpia.[1]
- 21 de abril: A Penitenciária do Estado é inaugurada pelo governador de São Paulo Altino Arantes no bairro do Carandiru.[2]
- 3 de agosto: Tenente Guilherme Paraense torna-se o primeiro esportista brasileiro a conquistar uma medalha de ouro nos Jogos Olímpicos de Verão.[3]
- 7 de setembro: Presidente Epitácio Pessoa assina um decreto, que institui a Universidade Federal do Rio de Janeiro.[4]

## Nascimentos
- 1 de janeiro: Alfredo dos Santos, futebolista (m. 1997).
- 5 de janeiro: Hermínio C. Miranda, pesquisador e escritor espírita (m. 2013).
- 9 de janeiro: João Cabral de Melo Neto, poeta e diplomata (m. 1999).
- 11 de janeiro: Jarbas Passarinho, político (m. 2016).
- 12 de fevereiro: Heleno de Freitas, futebolista (m. 1959).
- 21 de abril: Anselmo Duarte, ator, roteirista e diretor de cinema (m. 2009).
- 26 de fevereiro: José Mauro de Vasconcelos, escritor (m. 1984)
- 14 de setembro: Laudo Natel, dirigente esportivo e político (m. 2020)
- 10 de dezembro: Clarice Lispector, escritora (m. 1977)

## Mortes
- 27 de fevereiro: Pascoal Segreto, empresário e pioneiro do cinema do Brasil (n. 1868).
- 1 de julho: Delfim Moreira, 10° presidente do Brasil (n. 1868).
- 6 de julho: Luiz Vianna, governador da Bahia durante a Guerra de Canudos (n. 1846).
- 15 de agosto: Heitor de Melo, arquiteto (n. 1875).
- 16 de outubro: Alberto Nepomuceno, compositor (n. 1864).
- 20 de dezembro: Antônio da Costa Pinto, político (n. 1838).